# ARCore
ARCore ist eine Augmented Reality-Programmierschnittstelle für Android-Geräte. Das System wurde erstmals im August 2017 von Google vorgestellt und am 1. März 2018 veröffentlicht. Weil es dem Project Tango ähnelt, das am 1. März 2018 eingestellt wurde, kann sie auch als dessen Nachfolger betrachtet werden.

## Funktionen
Im Gegensatz zu Tango ist ARCore nicht nur für Android-Geräte mit speziellen Sensoren geeignet, beinhaltet das Tango-Software Development Kit und benötigt keine speziellen Geräte wie eine TOF-Kamera. Bei Anwendungen mit ARCore wird das Kamerabild des Smartphones oder Tablets mit zusätzlichen Inhalten durch Maschinelles Sehen und die Verwendung von Sensoren erweitert.
Die grundlegenden Funktionen von ARCore sind:
- Das Erkennen und Auslesen der Umgebung (z. B. Ermitteln von Objekten, Größenverhältnissen, Anordnungsmustern und Flächen),
- die Bewegungsverfolgung (auch Tracking genannt) von Objekten
- und die Analyse von Licht- und Schattenquellen.

Anwendungsbeispiele sind zum Beispiel das Platzieren von virtuellen Gegenständen in einem Ort, die Innenraum-Navigation und das Vermessen und Markieren von Räumen und Gegenständen.

## Alternative für iOS-Geräte
Apple entwickelte für das Betriebssystem iOS die Augmented-Reality-Umgebung ARKit, welche im Juni 2017 der Öffentlichkeit vorgestellt wurde. ARCore wird auch ab dem iPhone 6 unterstützt.